# ケイスケ (パズル)
ケイスケは、与えられた数字を盤面に配置するペンシルパズルである。名前は『「罫」だけの「（ナンバー）スケルトン」』という意味である。

## ルール
- リストの数字を盤面に配置する。
  - 「→」の数字は左から右に、「↓」の数字は上から下に配置する。
- 数字の入らないマスは黒マスになる。
- リストにない数字の並びができてはいけない。
- 黒マスは辺を共有しない。また、黒マスによって盤面が分断されてはいけない。

最後のルールは黒マスルールと呼ばれているルールである。ケイスケはこのルールを取り込んだパズルの中では古い部類に属する。

## 例題
問題
| . | . | . | . | . |
| . | . | . | . | . |
| . | . | . | . | . |
| . | . | . | . | . |
| . | . | . | . | . |

リスト
- →
  - 13
  - 23
  - 233
  - 3221
  - 21222
- ↓
  - 12
  - 21
  - 22
  - 232
  - 3132
  - 33313

解答
| 2 | 3 | ■ | 1 | 3 |
| ■ | 3 | 2 | 2 | 1 |
| 2 | 3 | 3 | ■ | 3 |
| 2 | 1 | 2 | 2 | 2 |
| ■ | 3 | ■ | 1 | ■ |

## 解法
多くの場合、桁数の大きい数字が最初の手がかりとなる。縦横の大きい数字の場所が確定していくことで、他の数字の入る場所も絞られていく。
リストに存在しない数字が盤面に登場しないことから黒マスが確定する場合がある。逆に、2つ以上の数字のつながりは必ずリストにある数字の一部なる。これによって数字が決まる場合もある。
あるパズル作家は、土台を決めて回りに他のものを配置していく様子を「クリスマスツリー」にたとえている。